# اق قایه

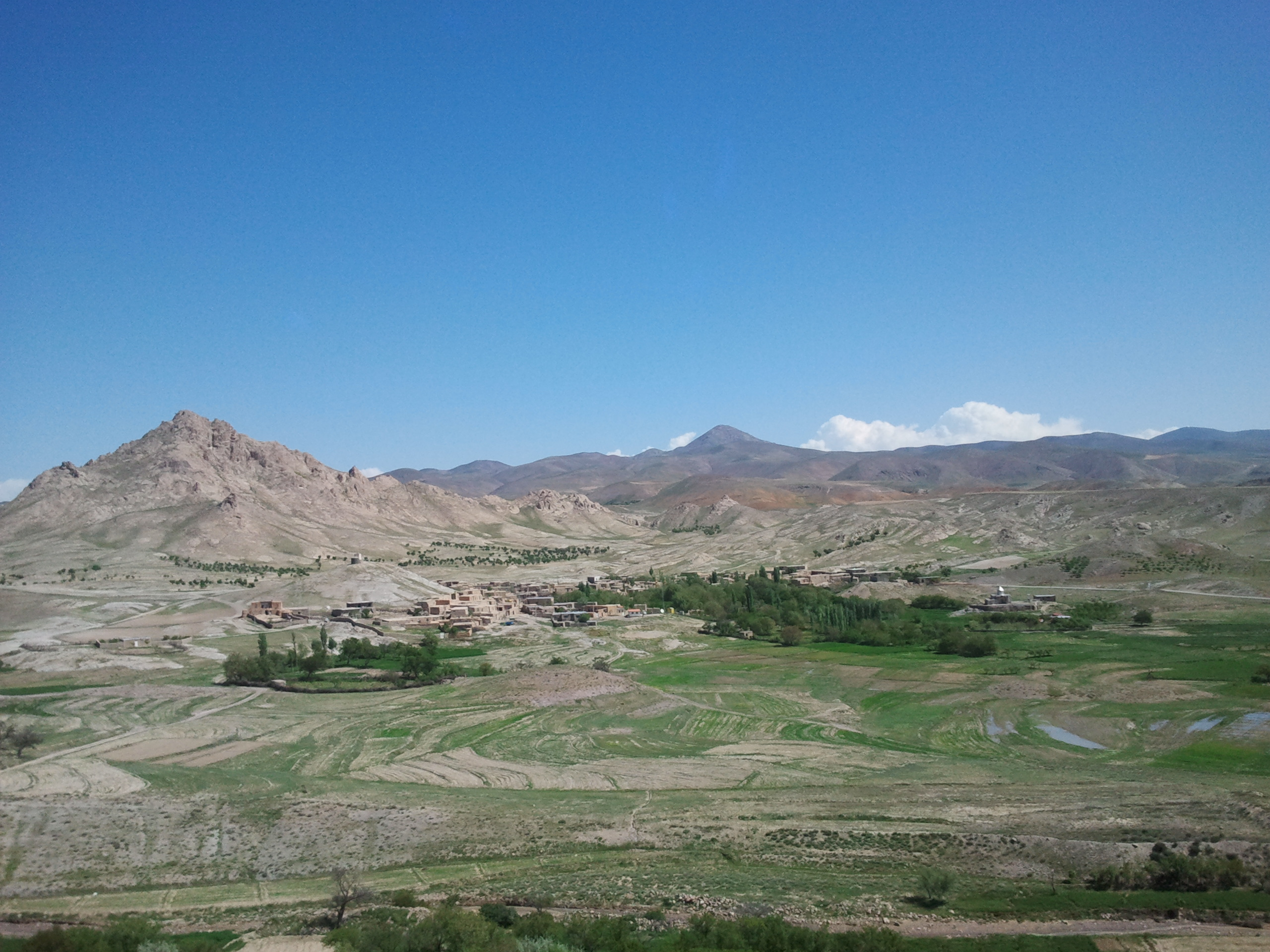
تصویر زیبایی از روستای آق قایه و قلهٔ باشکوه چهل دختر «چاقل»

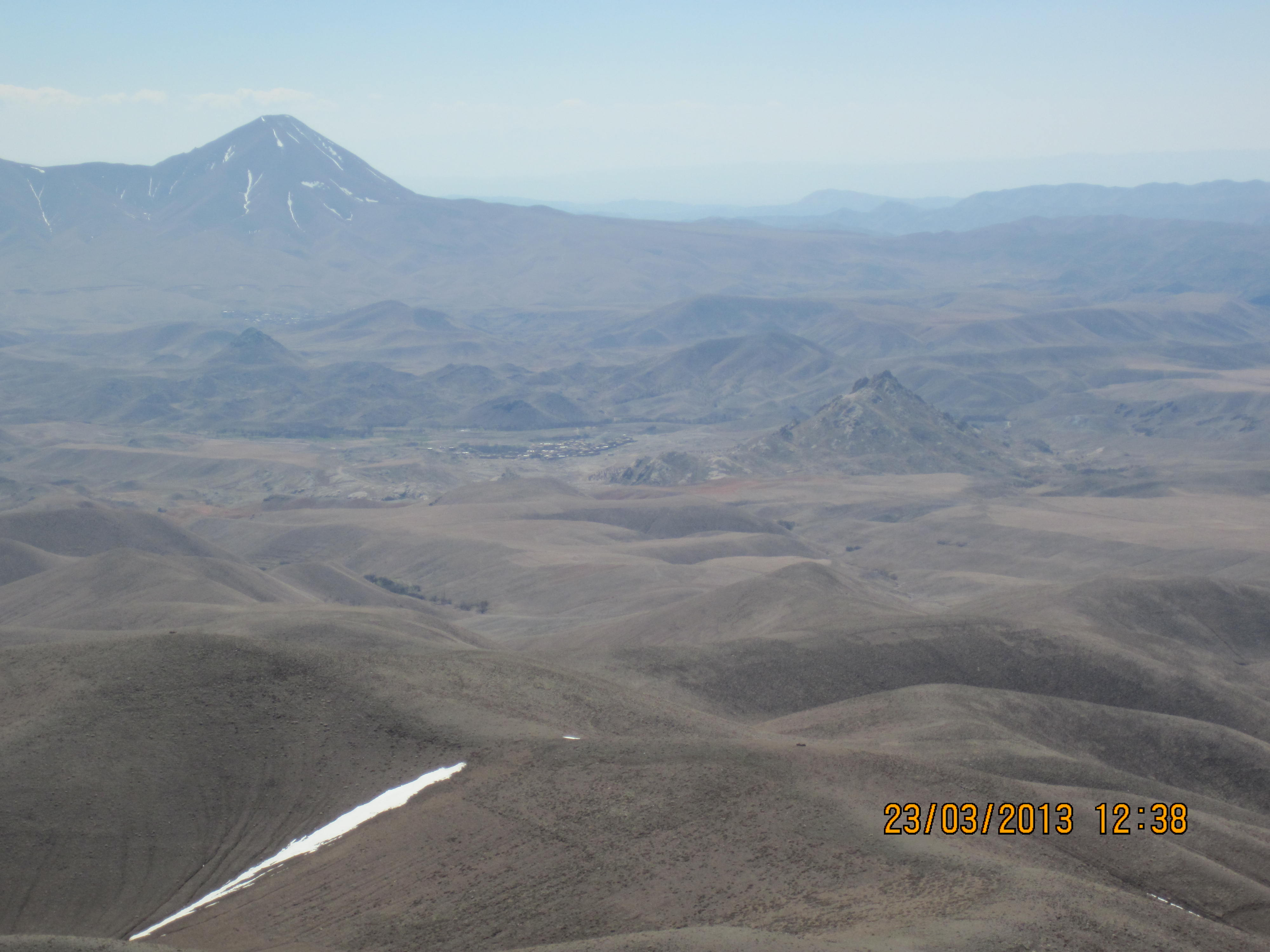
تصویر زیبای درهٔ مشرف به آق قایه از قلهٔ کوه محمدبگ «بزغاله کش»

آق قایه (نیشابور)، روستایی از توابع بخش سرولایت شهرستان نیشابور در استان خراسان رضوی ایران است. این روستا در فاصلهٔ ۱۰۵کیلومتری شمال غرب نیشابور و ۸۰ کیلومتری جنوب غرب قوچان قرار دارد، و فاصلهٔ آن تا مرکز استان «مشهد»۱۸۰کیلومتر می‌باشد.
این روستا از شمال با روستای احسان آباد (آنقورتی) و شمال غرب روستای امیرآباد که از توابع فاروج (خراسان شمالی) می‌باشند همسایه است. از شمال شرق با روستای کوه‌سخت، از غرب با روستای پیر شهباز و خایسک و از جنوب با روستاهای ینگجه وبشکن همسایه است.
آق قایه به زبان ترکی از دو واژه آق (سفید) و قایه (صخره یا کوه) می‌باشد و به معنی کوه سفید است ووجه تسمیهٔ این روستا به دلیل وجودکوه سفیدی است که در این روستا قراردارد. این روستا دارای قنات‌های متعددی است که با توجه به خشکسالی‌های اخیر تعدادی از آن‌ها خشک شده‌اند. اما مهم‌ترین آن‌ها که هنوز هم جهت آبیاری مزارع روستا استفاده می‌شود. قنات قاراچشمه-قنات رمچین-قنات قمشلق-قنات جفت دره و چندقنات کوچک دیگر می‌باشد. همچنین کوه زیبا و صخره ای چاقل یا چهل دختر که از دور به شکل مثلث متساوی الاضلاعی دیده می‌شودزیبایی خاصی به مناظر طبیعی این روستا داده‌است و از نشانه‌های مهم وشناخته شده و دوست داشتنی برای اهالی این روستا می‌باشد و حتی گذشتگان اعتقاد داشتند که این کوه روستا را در برابر بلایای طبیعی ازجمله زلزله محافظت می‌کند. جالب است بدانید که آغوش گرم این کوه هرساله در ۱۲ فروردین پذیرای جوانان این روستا و مسافرانی که برای دیدار اقوام و آشنایان آمده‌اند می‌باشد و با رفتن به این کوه زیبا و استوار یکی از زیباترین روزهای پایان تعطیلات نوروز خود را در دامان آن می‌گدرانند. از افسانه‌های زیبا ودلنشینی از این کوه که سینه به سینه توسط مادرها و مادر بزرگ‌ها برای بچه‌های این روستا نقل شده‌است هم نباید غافل بود که می‌گویند: «چهل دختر» برای بازدید از این کوه رفته بودند و در هنگام بازدید از آن زلزلهٔ شدیدی رخ می‌دهد و از خدا کمک می‌خواهند و در همان لحظهٔ دیوارهٔ صخره ای کوه باز شده و به آن‌ها پناه می‌دهد و بعد از بسته شدن غاری در آن جا به وجود آمده و حتی گوشهٔ شال یکی از آن‌ها هم در لای صخره گیر کرده بود که بعد از مدتی ناپدید می‌شود و به گفتهٔ آن‌ها هر گاه از آن‌ها تقاضا می‌کردی می‌توانستی صدای چرخ خیاطیشان را نیز بشنوی. این افسانهٔ جالب و شیرین را بیشتر کودکان این روستا شنیده‌اند و حتی در هنگام رفتن به کوه درخواست چرخیدن چرخ و شنیدن صدای آن را نیز داشته‌اند. به همین دلیل نیز به این کوه چهل دختر نیز گفته می‌شود.
آق قایه با توجه به قرار گرفتن در منطقهٔ کوهستانی دارای آب و هوای سرد و کوهستانی است فصل سرما در این روستا نسبتاً طولانی بوده و از اوایل پاییز شروع شده و حتی در اوایل بهار هم شاهد بارش برف در این روستا بوده‌ایم. بهاری زیبا و تابستانی خنک دارد. اما خشکی هوا در تابستان به دلیل پایین بودن میزان رطوبت کمی آزاردهنده است و تقریباً در بیشتر ایام سال هم شاهد وزش بادهای شدید در این روستا هستیم. اما مناظر دلفریب و باغ‌ها و کوچه باغ‌های زیبای این روستا تحمل این آب و هوا را برای مسافران و میهمانان این روستا آسان می‌سازد.
زبان مردم این روستا ترکی است و لهجهٔ آن‌ها شباهت زیادی با ترکی ایل قشقایی دارد که شاید بازماندگان قشقایی‌هایی باشند که به خراسان کوچانده شده‌است که صحت یا سقم نظر فوق با کمی تردید همراه است. البته باید به این نکته هم توجه داشت که پروفسور دورفر «دانشمند زبان‌شناس آلمانی» ترک‌های خراسان را از نسل ترکان سلجوقیان که از قبایل غز بودند می‌داند و آن‌ها را دراصل بازماندگان دسته ای از ترکان غز هستند.
شغل اصلی مردم این روستا کشاورزی و دامداری است و در کارگاه‌های کوچک قالی بافی نیز دختران روستا مشغول بافتن قالی هستند. کشاورزی در این روستا به روش سنتی و به صورت ابی و دیم انجام می‌پذیرد و عمدهٔ محصولات کاشته شده گندم و جو و یونجه و سیب زمینی و انواع حبوبات و برخی محصولات جالیزی می‌باشد؛ که بیشتر محصولات به دست آمده به مصرف خانواده‌ها رسیده ومازاد آن جهت فروش به شهرهای قوچان، نیشابور یا سبزوار برده می‌شوند. البته اگر نگاه دقیق تری داشته باشیم با توجه به کمبود آب کشاورزی صرفهٔ اقتصادی نداشته و باغداری مقرون به صرفه تر است، عمده محصولات باغداری این روستا زردآلو، گردو، بادام و انگور است. زردآلوهای جمع‌آوری شده تبدیل به برگهٔ زردآلو شده و جهت فروش به سبزوار فرستاده می‌شوند و اگر از سرما زدگی جان سالم به در برند؛ عواید خوبی نصیب مردم این روستا می‌کنند. البته انواع سیب و گلابی، گیلاس، سنجد، زالزالک، به، آلبالو، هلو نیز از دیگر محصولات باغی هستند که در این روستا به عمل می‌آیند؛ و از انواع درختان غیر مثمر نیز می‌توان به بید، سپیدار و درخت زبان گنجشک که چوب محکم و انعطاف‌پذیری دارد می‌توان اشاره کرد. بیشتر باغ‌های این روستا در دره ای که بعد از روستای بشکن (همسایهٔ جنوبی روستا) شروع شده و تا شمال غربی این روستا امتداد می‌یابد قرار دارند.
دامداری در این روستا هم یکی از مشاغل مورد علاقهٔ مردم این روستا می‌باشد. پرورش گاو و گوسفند و بز از عمده دام‌هایی است که مردم روستا به آن مبادرت دارند واز فروش محصولات لبنی به دست آمده درآمدزایی می‌کنند. به دلیل وجود زمین‌های دیم زیاد و مراتع فراوان گله‌های گوسفند این روستا چند ماه از سال را در بیابان‌ها و مراتع و بیرون از روستا به سر می‌برند که خود کمک بزرگی برای کاهش هزینه‌های دامداری این روستا می‌باشد.
خشکسالی‌های پی در پی و خشکیدن منابع آبی در این روستا و همچنین عدم وجود کار و درآمد کافی یکی از دلایل مهم مهاجرت خانواده‌ها و به خصوص جوانان این روستا به شهرهای مجاور و به خصوص مرکز استان و دیگر شهرها بوده‌است، البته از ذکر این نکته هم نباید غافل بود که بعد از مهیا شدن امکاناتی چون آب لوله‌کشی و برق و گاز که در حال انجام است تمایل به بازگشت به روستا را برای برخی از خانواده‌ها ایجاد کرده‌است.

## جمعیت
این روستا در دهستان سرولایت قرار دارد و بر اساس سرشماری مرکز آمار ایران در سال ۱۳۸۵، جمعیت آن ۳۴۸ نفر (۱۰۰خانوار) بوده‌است.